# ダニー・ハリス
ダニー・ハリス （Danny Lee Harris、1965年9月7日 - ）は、アメリカ合衆国の元陸上競技選手。カリフォルニア州トーランス出身。18歳で出場した1984年ロサンゼルスオリンピック男子400mHでは、エドウィン・モーゼスに次ぎ銀メダルを獲得した。
ダニー・ハリスは1984年に48秒02というジュニア世界新記録を出し一躍注目を浴びた。
このジュニア世界記録は2021年に破られるまで40年近く保持していた。
その勢いのまま迎えたロサンゼルスオリンピックではエドウィン・モーゼスに次ぐ銀メダルを獲得し、当時無敵だったモーゼスをいずれ破る存在になると目されていた。
そして実際に1987年の世界選手権の直前に、1976年から負け知らずであったモーゼスの連勝記録を122でストップさせた。しかし続く世界選手権では、100分の2秒差でモーゼスに敗北。
ロサンゼルス五輪、ローマ世界選手権ともモーゼス、ハリス、ハラルド・シュミットと同じ順位であった。
ハリスは、1988年ソウルオリンピックには国内選考会で5位となり再びオリンピックに出場することはなかった。
1992年に薬物検査でコカインが検出され出場停止となる。4年後、再度コカインが検出されたことで永久追放となった。

## 自己ベスト
- 400mH - 47秒38 (1991年)

## 主な実績
| 年   | 大会                   | 場所                           | 種目  | 結果 | 記録   |
| ---- | ---------------------- | ------------------------------ | ----- | ---- | ------ |
| 1984 | オリンピック           | ロサンゼルス（アメリカ合衆国） | 400mH | 銀   | 48秒13 |
| 1987 | 世界陸上競技選手権大会 | ローマ（イタリア）             | 400mH | 銀   | 47秒48 |